# Büetigen
Büetigen là một đô thị ở huyện Büren ở bang Bern ở Thụy Sĩ. Đô thị này có diện tích 3,6 km², dân số năm 2006 là 782 người.